# Кокоровић
Кокоровић је српско презиме.
Презиме Кокоровић је по пореклу надимске мотивације. Првоноситељ је вероватно имао кокораву или коврџаву, кудраву, рудасту косу па је добио име Кокор, а од његовог имена изведено је презиме Кокоровић. 
Основа Кокора се налази и у другим словенским језицима као у бугарском и руском језику. Она је прасловенског порекла.  Презиме је највише распрострањено у Чајетини у Западној Србији и у Ужицу услед миграције становништва.